# Anna Maria
Anna Maria est une ville américaine située dans le comté de Manatee en Floride.
La ville est probablement nommée en l'honneur de la Vierge Marie et de sa mère, Anne. Selon une autre version, Ponce de Leon aurait choisi ce nom en référence à Marie-Anne d'Autriche, dont le mari a financé l'expédition.
Elle est située à la pointe nord de l'Île Anna Maria.

## Démographie
| 1930 | 1940 | 1950 | 1960 | 1970  | 1980  |
| ---- | ---- | ---- | ---- | ----- | ----- |
| 77   | 158  | 345  | 690  | 1 137 | 1 537 |

| 1990  | 2000  | 2010  | - | - | - |
| ----- | ----- | ----- | - | - | - |
| 1 744 | 1 814 | 1 503 | - | - | - |

Selon le recensement de 2010, Anna Maria compte 1 503 habitants. La municipalité s'étend sur 0,85 milles carrés (2,2 km2), dont 0,74 milles carrés (1,92 km2) de terres.